# Gueule d'ange (film, 2018)
Pour les articles homonymes, voir Gueule d'ange.
Pour plus de détails, voir Fiche technique et Distribution.
Gueule d'ange est un film français réalisé par Vanessa Filho, sorti en 2018.

## Synopsis
Marlène est une jeune mère fantasque, venant d'un milieu prolétaire, sans emploi et qui a été quittée par son cinquième conjoint qu'elle a trompé au cours de sa cérémonie de mariage. Elle passe ses journées à regarder les émissions de télé-réalité et à se saouler. Son seul bonheur et sa fierté, c'est Elli, sa petite fille de 8 ans que Marlène surnomme affectueusement « Gueule d'ange ». Mais pour la jeune fille, « gérer » sa mère et son alcoolisme est un combat quotidien, ce qui lui fait atteindre une maturité précoce…

## Fiche technique
- Titre français : Gueule d'ange
- Titre international : Angel Face
- Réalisation : Vanessa Filho
- Scénario : Vanessa Filho, Diastème et François Pirot
- Photographie : Guillaume Schiffman
- Montage : Sophie Reine
- Musique : Olivier Coursier et Audrey Ismael
- Pays de production : France
- Genre : drame
- Date de sortie : 23 mai 2018

## Distribution
- Marion Cotillard : Marlène
- Ayline Aksoy-Etaix : Elli, dit Gueule d'ange
- Alban Lenoir : Julio
- Amélie Daure : Chiara
- Stéphane Rideau : Jean
- Fabien Baïardi : Francis
- Dimitri Boetto

## Production
Vanessa Filho  expliqua les circonstances de la naissance du film : . Elle mit quatre ans à produire le scénario.
La réalisatrice a réussie à convaincre Marion Cotillard d'accepter le rôle de Marlène, l'actrice devait initialement faire une pause dans sa carrière après la naissance de sa fille. 
Le film est tourné en 2017 à La Seyne-sur-Mer.
La cinéaste explique que la stylisation de l'image et des accessoires représentent l'univers de Marlène, marquée par la télé-réalité. La réalisatrice indique des choix de cadre proche des personnages : « […] approcher au plus près des émotions de mes personnages, traduites dans leur corps, sur leur corps. D'où des plans très proches et charnels, ou à l'inverse très larges, qui isolent les personnages dans des décors et des cadres constatant leur solitude, leur fragilité […] ». Le film est influencé par John Cassavetes, Ken Loach, Nick Cave, Leonard Cohen, Gregory Crewdson et Tomas Tranströmer.

## Sélection
- Sélection Un certain regard au Festival de Cannes 2018 ; en compétition pour la Caméra d'or.

## Accueil
L'avis de la critique est divisée sur le film. 
aVoir-aLire parle de maladresses mais loue la photographie et Aksoy-Etaix, indiquant que la réalisatrice est « une cinéaste inspirée ». Ciné Séries voit un film ambitieux mais trop surligné dans les symboles comme le saut de l'ange. Les Inrocks parlent d'un film touchant. Le Républicain lorrain déclare « Il y a des films comme ça, qu’on se promet d’aimer éperdument, qui nous tiennent la main, au début, avant de la lâcher, parce que rien ne tient, ne va plus. […] qu'on finit par quitter, à regret, comme une déception amoureuse ». Les critiques de l'émission Le Masque et la Plume sont déçus du scénario incohérent et du misérabilisme mais sont divisés sur la direction d'acteur. Première loue l'esthétique et le duo d'actrices. Radio Canada salue les intentions du film (« L'abandon, la négligence, l’insécurité, l'alcoolisme, la maternité défaillante… […] thèmes que le cinéma a souvent traités du côté le plus sombre, voire misérabiliste [ici] le choix a plutôt été fait de déverser une pluie de paillettes sur le sordide. » et la distribution. Variety parle d'un film frustrant et manipulateur et critique la performance de Cottilard. Le Cercle salue les actrices et la photographie, compare le style à Kechiche, mais critique le scénario. Lorenzo Codelli pour Positif parle d'une bataille d'ego entre les deux divas du film.